# Ranald MacDonald Prijs
De Ranald MacDonald Prijs was een prijs die vanaf 2016 jaarlijks werd uitgereikt door de Nederlandse stichting Friends of MacDonald - The Dutch Connection aan schrijvers/kunstenaars die met hun werk een nieuw licht werpen op de relaties tussen Azië, Europa en Noord-Amerika. De prijs was vernoemd naar Ranald MacDonald, een inheems-Canadese Chinook, die als een van de eerste Noord-Amerikanen een actieve relatie onderhield met Japan. De prijs van 5000 euro werd ieder jaar op 11 oktober uitgereikt. De winnaar ontving een trofee ontworpen door Josje-Marie Vrolijk.
In december 2022 is de stichting ontbonden en sindsdien wordt de prijs niet meer uitgereikt. 

## Winnaars
- 2016 - Zia Haider Rahman voor In the light of what we know[6][7] en Frederik L. Schodt voor zijn werk[4]
- 2017 - Frederik van Oudenhoven en Jamila Haider voor het boek With Our Own Hands en Hajime Narukawa, in het bijzonder voor zijn AuthaGraph World Map[8]
- 2018 - Bruno Maçães voor The Dawn of Eurasia, On the Trail of the New World Order
- 2019 - Stichting Droom en Daad en MAD Architects voor de Fenixloodsen[9][10][11]
- 2020 - Lala Bohang en Lara Nuberg voor het boek The journey of belonging - A herstory between time and space en Stacii Samidin voor het werk Societies[2][12][13][14]
- 2021 - Het Lytton Chinese History Museum in Canada[15] en Stephen J. Pyne, vuurhistoricus, voor zijn werk[16]